# Siskkit Áhkansuolu
Siskkit Áhkansuolu est une île norvégienne appartenant à la commune de Porsanger du comté de Finnmark. Elle est étendue sur 1.09 km².
Siskkit Áhkansuolu est située dans le Porsangerfjorden dont elle est l'une des nombreuses îles. 